# كي. ميشيل
كيمبرلي ميشيل باتي (بالإنجليزية: Kimberly Michelle Pate) (من مواليد 4 مارس 1982)، المعروفة باسم الشهرة كي. ميشيل، هي مغنية أمريكية، عازفة بيانو، وكاتبة أغاني. تلقت أول انتباه في عام 2009 مع أغنية «فاكن' إت» (مع اشتراك ميسي إليوت)، في صيف 2012, تلقت كي. ميشيل المزيد من الإهتمام من خلال الظهور في البرنامج الواقعي «لوف أند هيب هوب: أتلانتا» على قناة في إتش 1. بعد ظهورها في البرنامج، عقدت صفقة مع تسجيلات وارنر برذرز. في 13 أغسطس، 2013, صدر ألبومها الإستديو الأول بعنوان، ريبليوس سول.

## مجموعة الأسطوانات
ألبومات الإستوديو
- ريبليوس سول (2013)

## الأعمال الفنية
| السنة     | العنوان                  | الدور |
| --------- | ------------------------ | ----- |
| 2013-2012 | لوف أند هيب هوب: أتلانتا | نفسها |
| 2013-الآن | لوف أند هيب هوب: نيويورك | نفسها |

## وصلات خارجية
- كي. ميشيل على موقع IMDb (الإنجليزية)
- كي. ميشيل على موقع ميوزك برينز (الإنجليزية)
- كي. ميشيل على موقع أول ميوزيك (الإنجليزية)
- كي. ميشيل على موقع ديسكوغز (الإنجليزية)
- كي. ميشيل على موقع قاعدة بيانات الفيلم (الإنجليزية)
- الموقع الرسمي
- كي. ميشيل في لاست إف إم